# Maskarada (album)
Maskarada – dziewiąty album studyjny serbskiej piosenkarki Cecy Ražnatović. Płyta została wydana w lipcu 1997 roku nakładem wytwórni PGP-RTS.

## Lista utworów
| Nr  | Tytuł utworu                        | Słowa            | Muzyka                | Długość |
| --- | ----------------------------------- | ---------------- | --------------------- | ------- |
| 1.  | „Maskarada”                         | Marina Tucaković | Aleksandar Milić Mili | 4:30    |
| 2.  | „Nevaljala”                         | Marina Tucaković | Aleksandar Milić Mili | 3:22    |
| 3.  | „Pogrešan broj”                     | Marina Tucaković | Aleksandar Milić Mili | 3:52    |
| 4.  | „Kažem da te volim”                 | Jelena Galonić   | Zana                  | 3:18    |
| 5.  | „Nagovori”                          | Marina Tucaković | Aleksandar Milić Mili | 3:30    |
| 6.  | „Vreteno”                           | Marina Tucaković | Aleksandar Milić Mili | 3:44    |
| 7.  | „Noćas kuća časti”                  | Marina Tucaković | Aleksandar Milić Mili | 4:06    |
| 8.  | „Da ne čuje zlo”                    | Marina Tucaković | Aleksandar Milić Mili | 3:28    |
| 9.  | „I bogati plaču”                    | Marina Tucaković | Aleksandar Milić Mili | 3:53    |
| 10. | „Maskarada (wersja instrumentalna)” |                  | Aleksandar Milić Mili | 4:30    |
|     |                                     |                  |                       | 38:13   |

## Wideografia
- Nevaljala – reżyseria: Dejan Milićević

## Twórcy
- Ceca Ražnatović – śpiew
- Ana Bekuta, Goca Tržan, Jelena Galonić, Mira Škorić, Zoran Tutunović – wokal wspierający
- Branko Marković – wokal wspierający, inżynier dźwięku
- Rade Ercegovac – inżynier dźwięku
- Aleksandar Milić Mili – aranżacje, produkcja muzyczna
- Vladan Vučković – gitara akustyczna, gitara elektryczna
- Boki Milošević – klarnet
- Vladimir Maraš – instrumenty klawiszowe, programowanie
- Ognjen Radivojević – perkusja
- Bokan Stanković – trąbka
- Đorđe Janković – konsultant muzyczny
- MM Crni – opracowanie graficzne
- Dejan Milićević – fotografie[1]